# ویلیو ووهوکونن
ویلیو ووهوکونن (انگلیسی: Vilho Vauhkonen; ۶ فوریهٔ ۱۸۷۷ – ۱ فوریهٔ ۱۹۵۷) ورزشکار اهل فنلاند بود.
وی در مسابقات کشوری و بین‌المللی در مجموع برندهٔ ۲ مدال برنز شده‌است.